# Myanmar i olympiska sommarspelen 2004
Myanmar deltog i de olympiska sommarspelen 2004 med en trupp bestående av två kvinnliga deltagare, ingen av dem erövrade någon medalj.

## Bågskytte
Damernas individuella
- Thin Thin Khaing
  - Rankningsrunda: 622 poäng (38:a totalt)
  - Sextondelsfinal: förlorade mot (27) Małgorzata Sobieraj från Polen (151 - 151; Tiebreaker 1: 9 - 9, Tiebreaker 2: 9 - 9, Tiebreaker 3: 7 - 9)